# Valea Ravensca
Valea Ravensca – wieś w Rumunii, w okręgu Caraș-Severin, w gminie Sichevița. W 2011 roku liczyła 39 mieszkańców. 